# ヒーウマー島

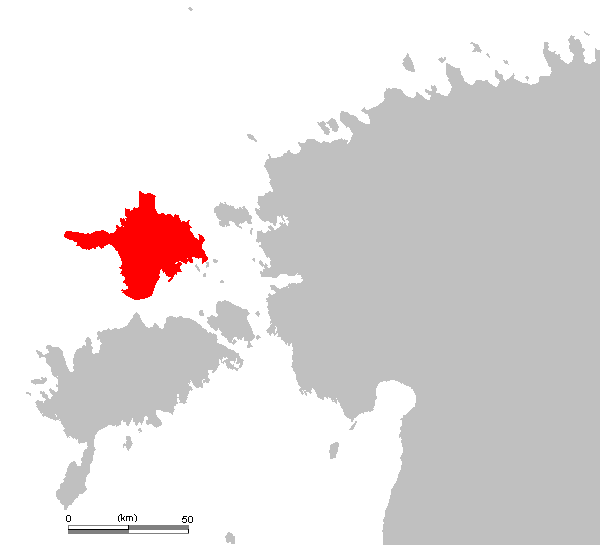
ヒーウマー島

ヒーウマー島（エストニア語: Hiiumaa、ドイツ語およびスウェーデン語: Dagö ダゲー）は、バルト海にあるエストニア領の島、西エストニア諸島の1つ。サーレマー島の北にある。面積は989 km2、人口は9181人。中心となる町はカルドラである。周辺の島嶼とともにヒーウ県を構成する。

## 生態系
島の南東部とケイナ湾はラムサール条約登録地であり、一帯には小島群、干潟、浅瀬、草地、塩性湿地、ヨシ原があり、ビャクシン属、ヨーロッパハンノキ、ヨーロッパアカマツの雑木林およびコナラ属、シナノキ属、カエデ属の広葉樹林がある。

## 歴史
考古学的には、4世紀頃の遺跡が発見されている。文献資料としては、1228年の北方十字軍によるものが初めてのものとなる。16世紀から18世紀にかけてはスウェーデン領であり、18世紀から第一次世界大戦まではロシアが統治した。また、第一次世界大戦時はドイツ軍が占領していた。
第二次世界大戦序盤の1939年9月28日、エストニアはソビエト連邦との間で相互援助条約を締結。この条約は相互に軍事的援助を行うことを目的としており、ソ連はヒーウマー島と隣のサーレマー島を租借して海軍基地、航空基地を建設する権利を得た。
その後は、エストニア領・ソ連領となったが、1991年からはエストニア領となっている。

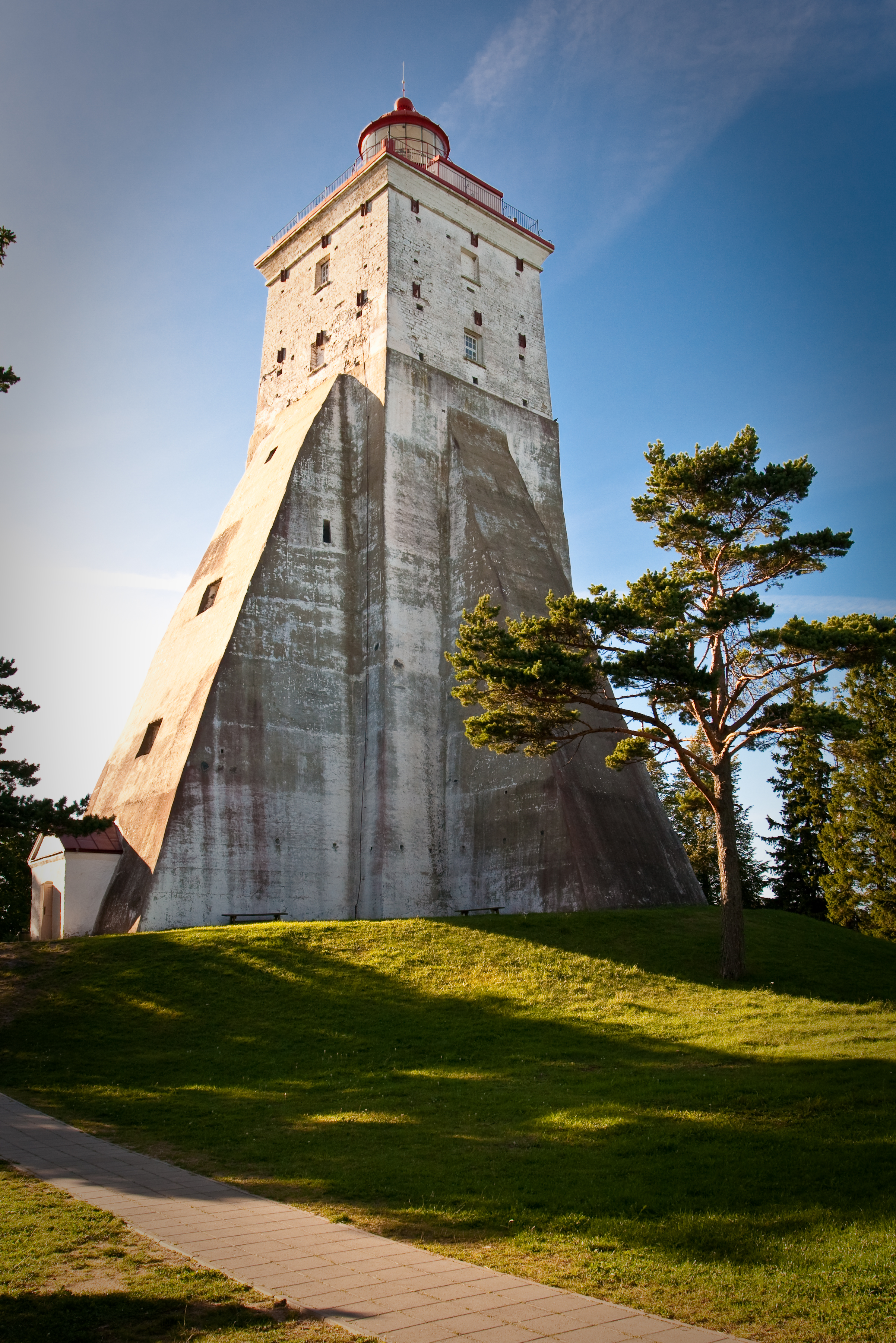
有名な歴史的建造物のコプ灯台
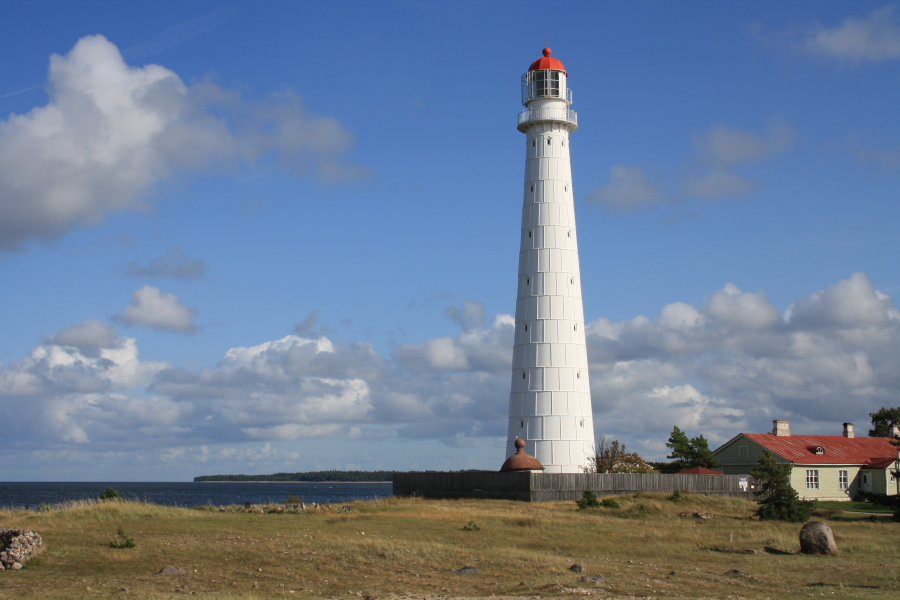
北海岸にあるタフクナ灯台
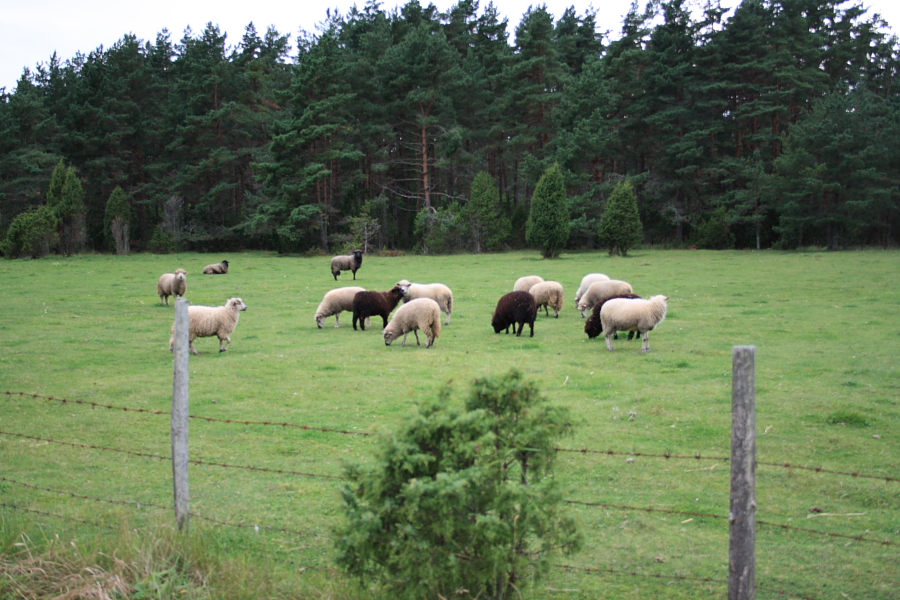
エンマステ村のヒツジの群れ
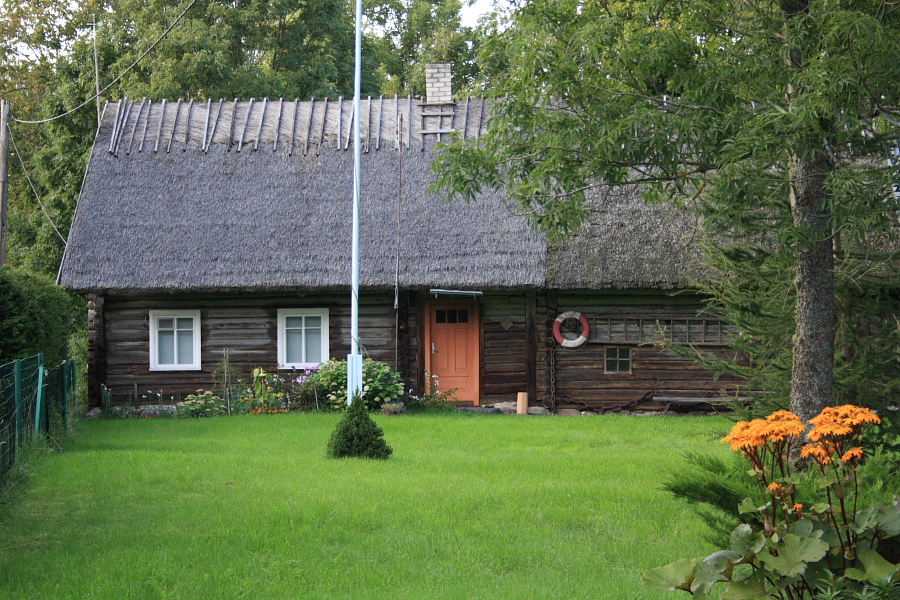
タンメラ村にある古い農家
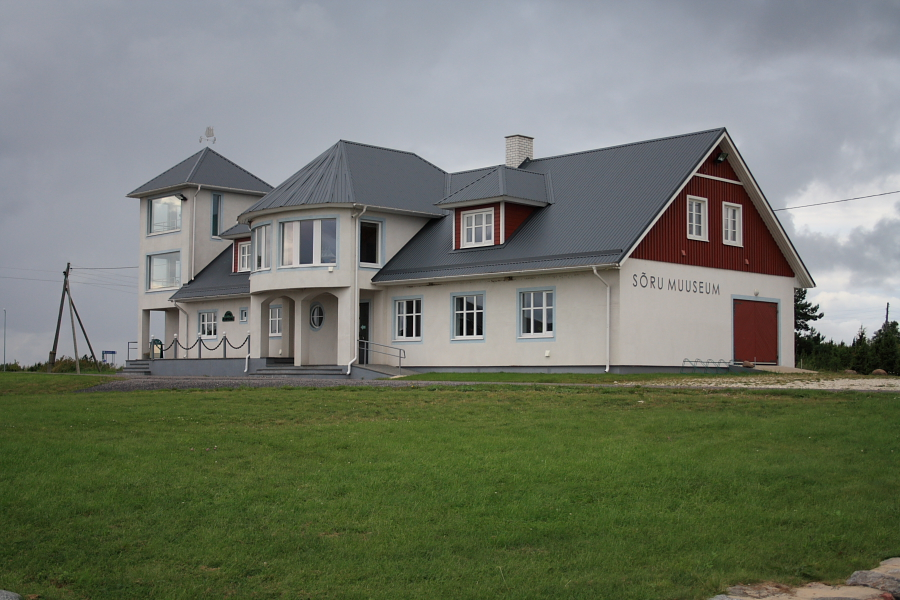
ソル博物館